# Zhoujia (köping i Kina, Shandong)
Zhoujia (kinesiska: 周家镇, 周家) är en köping i Kina. Den ligger i provinsen Shandong, i den östra delen av landet, omkring 92 kilometer öster om provinshuvudstaden Jinan. Antalet invånare är 18 285. Befolkningen består av 9 246 kvinnor och 9 039 män. Barn under 15 år utgör 15,0 %, vuxna 15-64 år 72 %, och äldre över 65 år 11,0 %.
Genomsnittlig årsnederbörd är 769 millimeter. Den regnigaste månaden är juli, med i genomsnitt 284 mm nederbörd, och den torraste är januari, med 7 mm nederbörd.